# Léo Wanner
Pour les articles homonymes, voir Wanner.
Léonie Berger dite Léo Wanner, née le 4 janvier 1886 à Bourg-en-Bresse et morte le 5 novembre 1941 à Paris, est une journaliste et militante féministe et anti-impérialiste française. Elle dirige la section française de la Ligue contre l’impérialisme et l’oppression coloniale.

## Biographie

### Jeunesse et famille
Léonie Joséphine Berger naît en 1886 à Bourg-en-Bresse, de Basile Berger et Annette Brechon, son épouse, tous deux jardiniers,.
Divorcée en premières noces de Jean Faudrin, elle épouse un ingénieur, Arthur Wanner, dont elle prend le patronyme et avec lequel elle entretient une relation d’égalité, ce qui est en marge des comportements du milieu bourgeois auxquels ils appartiennent.

### Engagement politique
En juillet 1925, Léo Wanner rejoint le Groupe des femmes socialistes de la Section française de l'Internationale ouvrière (SFIO) et participe à la conférence internationale des femmes socialistes le 21 août 1925. Elle tente de créer un groupe de femmes socialistes à Lyon en 1925 mais fait face à la résistance d'autres organisations féministes bourgeoises.
En 1928, elle déménage à Paris avec son mari.
En 1930, elle dirige le journal SOS Informations, bulletin de la section française de la Ligue internationale des femmes pour la paix et la liberté (LIFPL). Elle est membre du comité exécutif de cette ligue,.
Vers 1932, elle est responsable de la section française de Ligue contre l'impérialisme et l'oppression coloniale et voyage en Afrique du Nord et au Moyen-Orient.
Léo Wanner voyage de nombreuses fois avec Robert-Jean Longuet (arrière-petit-fils de Karl Marx) en Afrique du Nord où ils rencontrent des dirigeants indépendantistes. 
En juin 1933, Léo Wanner et Henri Bontemps, secrétaire de la Fédération postale unitaire forment la commission d'études chargée par le Comité français de lutte contre la guerre et le fascisme de mener une enquête sur la « pacification » marocaine. De son voyage au Maroc sort une série d'articles parus dans l'Humanité et Monde en 1933, faisant d'elle la première journaliste communiste à mentionner le mouvement indépendantiste marocain. Léo Wanner reprend à ce titre la campagne de soutien pour l'indépendance marocaine de Robert-Jean Longuet dans Monde.
En 1934, elle quitte son journal pour rejoindre le milieu intellectuel communiste et le mouvement Amsterdam-Pleyel.
En septembre 1934, Léo Wanner crée avec la LIFPL un Comité d'aide aux victimes de la misère et de la répression en Tunisie, de sorte que les militants algériens, tunisiens et marocains sont entendus devant des représentants du Parti communiste - SFIC, de la SFIO, de la Ligue des droits de l'homme. Le 1er novembre 1934, elle appelle dans la revue Les Femmes dans l'action mondiale à lutter contre l'impérialisme français en Tunisie.
Elle est aussi secrétaire du Comité international pour la défense du peuple éthiopien et de la paix où Pierre Cot, Jean Longuet, Paul Perrin, Marcel Cohen, Marc Sangnier et Francis Jourdain font partie du comité de patronage. 

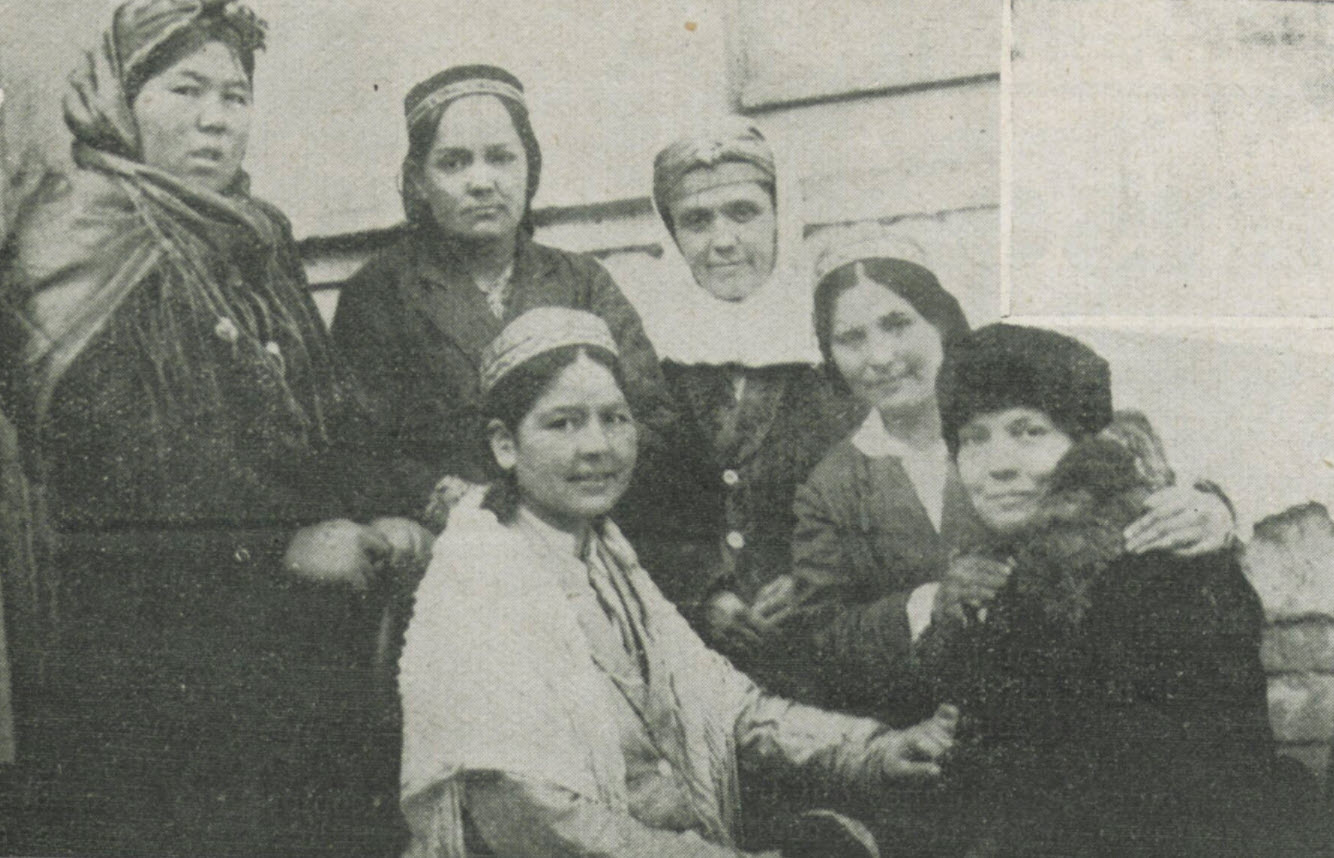
Léo Wanner entourée des déléguées ouzbèkes au en 1935.

Chakib Arslan la rencontre à Genève en mars 1936. 
Au début de la guerre d'Espagne, en août 1936, Léo Wanner et Robert-Jean Longuet se rendent à Fès pour coordonner avec le Comité d'action marocaine (CAM) un soulèvement anti-franquiste dans le protectorat espagnol au Maroc,,,.
Morte en 1941 en son domicile parisien du 1 bis rue de Navarre, Léo Wanner est inhumée au cimetière parisien d'Ivry,.